# Joris Agbegnenou
Joris Agbegnenou (ur. 27 marca 2000) – francuski judoka. Startował w Pucharze Świata w 2022. Brązowy medalista igrzysk śródziemnomorskich w 2022. Trzeci na ME juniorów w 2020. Mistrz Francji w 2021 roku.